# Manuel de Castro González
Manuel de Castro González, conocido como Hándicap, nacido el 9 de agosto de 1885 en Vigo y fallecido en 1944, fue un cronista, directivo y árbitro deportivo español. Está considerado a su vez como el precursor de la fusión entre el Real Club Fortuna de Vigo y el Real Vigo Sporting Club que en 1923 daría origen al Club Celta.

## Trayectoria
Fue redactor del diario Sprint y también de Faro de Vigo. En el mundo del fútbol ocupó diversos puestos, desde jugador hasta árbitro y directivo. En 1921 comenzó a desempeñar la función de entrenador de la Selección de fútbol de España, labor que desempeñó hasta 1927 de forma colegiada con Julián Ruete y José Ángel Berraondo.

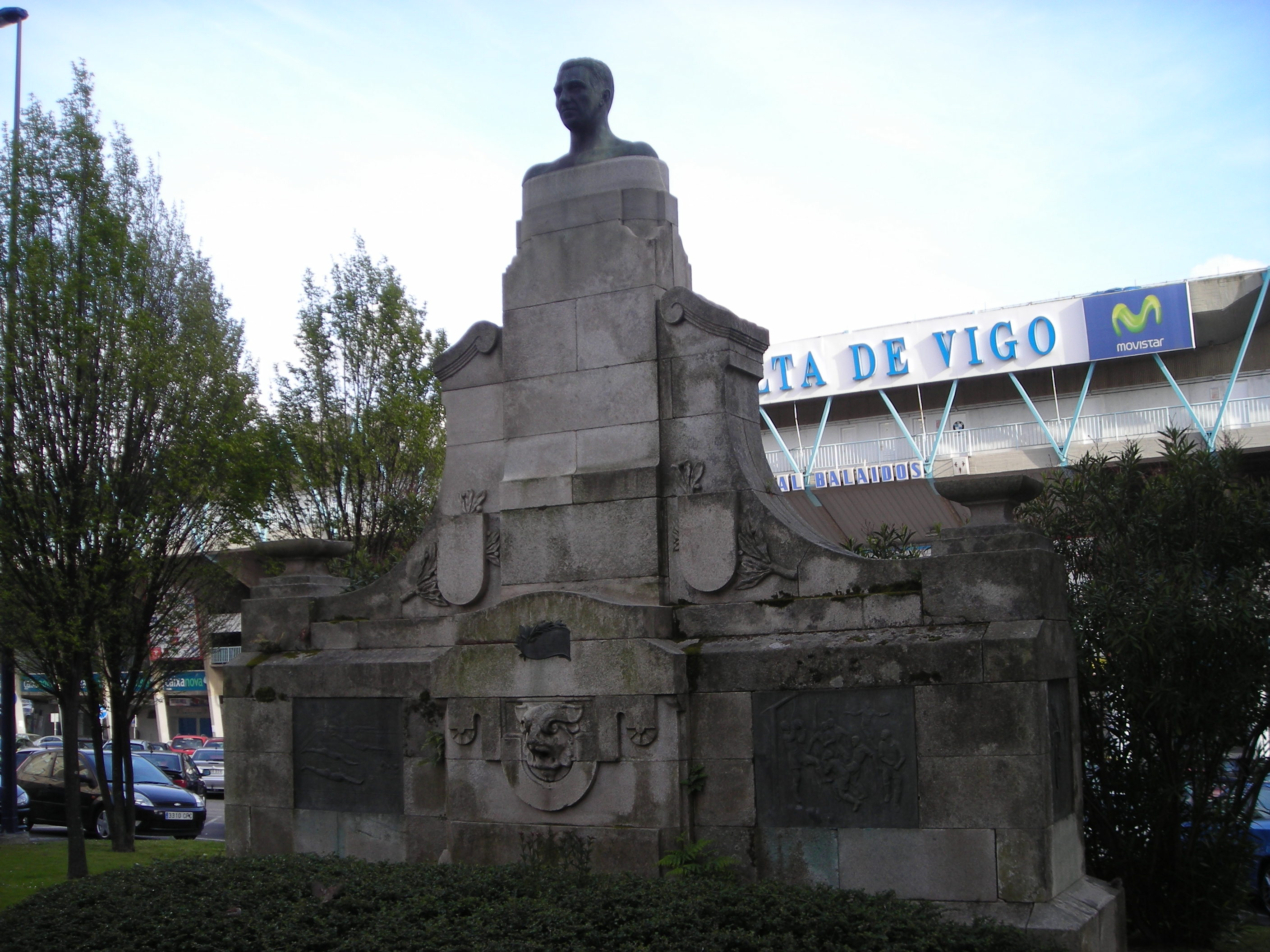
Escultura de Manuel de Castro Handicap en las inmediaciones del estadio de Balaídos.

La labor de seleccionador la compaginaba con la función de vicepresidente del Real Vigo Sporting Club, puesto que ocupaba cuando en 1923 promovió, junto a Juan Baliño Ledo y Pepe Bar, la fusión de este con el Real Club Fortuna de Vigo para dar lugar al Celta de Vigo.
Tras el nacimiento del Celta siguió vinculado a este club, teniendo un papel muy importante en la construcción del estadio de Balaídos.
Además de la selección española también dirigió a la selección de fútbol de Galicia en numerosas ocasiones, en una época en la que la mayor parte del combinado estaba formado por jugadores del Celta. Su vinculación con el deporte fue mucho más general, siendo uno de los promotores del equipo de atletismo del Celta y también presidente de la Federación Gallega de Atletismo, además también fue presidente de la Federación Gallega de Fútbol.
Falleció el 27 de agosto de 1944 en las inmediaciones de los Jardines de Eijo Garay, atropellado por el tranvía del puerto.
Un busto suyo, esculpido por Rafael Álvarez Borrás en 1946, está situado en la calle que lleva su nombre delante del estadio de Balaídos desde el 20 de mayo de 1956.
En el año 2011, se instauró el premio "Manuel de Castro" para premiar el mejor jugador del Celta del año natural, elección que se hace por votación entre todo el entorno del Celta (afición, medios, jugadores, etc). Este premio está organizado por los medios digitales: "moiceleste.com" y "elfutbolesceleste.com" junto con la peña celtista "siareiros.net".